# Práh (nakladatelství)
Nakladatelství Práh s.r.o. je české nakladatelství, vydavatelství a online knihkupectví. Zaměřuje se hlavně na beletrii, partnerské vztahy, zdraví, zvířata, memoáry, politiku, historii a osobní růst.

## Historie
Nakladatelství Práh založil v roce 1991 spisovatel Martin Vopěnka. V devadesátých letech je provozoval jako fyzická osoba, později je změnil na s.r.o., jejímž je stoprocentním vlastníkem. Do roku 2014 vydalo nakladatelství Práh více než 500 knižních titulů, z nichž zejména za knihy pro děti a mládež dostalo řadu ocenění a nominací. Orientuje se spíše na literaturu faktu. Jeho největšími bestsellery byly a jsou knihy Muži jsou z Marsu, ženy z Venuše od Johna Graye, Madeleine od Madeleine Albrightové nebo Steve Jobs od Waltra Isaacsona.

## Produkce

### Výběr titulů, které nakladatelství Práh vydalo do roku 2011
- John Gray: Muži jsou z Marsu, ženy z Venuše (1994) a 12 dalších titulů
- Virginia Satirová: Kniha o rodině (1996, 2007)
- Tomáš Pasák: Pod ochranou říše (1998), Český fašismus (1999)
- D. M. Thomas: Alexander Solženicyn – století v jeho životě (1998)
- Madeleine Albrightová: Madeleine (2003); Mocní a všemohoucí (2006); Rady budoucímu prezidentovi (2008), Tajná řeč broží (2010)
- David Mendell: Obama – Od slibu k činu (2008)
- Sláva Volný: Kvadratura času aneb jak jsem doklopýtal do srpna 68 (2008)
- George Weigel: Svědek naděje (2000)
- Petr Vopěnka: Úhelný kámen evropské vzdělanosti a moci (2001, 2002, 2011), Vyprávění o kráse novobarokní matematiky (2004)
- Alena Ježková: 77 pražských legend - 6 jazykových verzí; 55 českých legend z hradů, zámků a měst; 22 českých legend z hradů, zámků a měst – 5 jazykových verzí, 33 moravských legend; Prahou kráčí lev – Aj a Čj, Ocenění: Nejkrásnější dětská kniha roku 2008, Zlatá stuha za ilustrace, Druhá nejčtenější kniha roku na základě výsledků ankety dětí, Cena knihovníků SKIP, Nominace na Magnezii literu 2008 – literatura pro děti a mládež;
- Renáta Fučíková: Jan Amos Komenský (2008) Ocenění: Suk 2008 Cena ministra školství, mládeže a tělovýchovy za přínos k rozvoji dětského čtenářství, Zlatá stuha 2008 nominace za ilustrace, Karel IV. (2005) Zlatá stuha 2005 nominace za ilustraci a T. G. Masaryk (nominace na Magnesia Litera 2006); Historie Evropy – Obrazové putování (2011) nominace na Magnesia Litera 2011;
- Vladislav Dudák: Praha. Magické srdce Evropy (2010)
- Anna Novotná, Jiřina Marková: Opera nás baví (2005) Ocenění: Suk 2005 Cena učitelů za přínos k rozvoji dětského čtenářství; Zlatá stuha 2005 – nominace v kategorii literatura faktu a populárně naučná literatura
- Anna Novotná: Divadlo nás baví (2008) Ocenění: Suk 2008 Cena ministra školství, mládeže a tělovýchovy za přínos k rozvoji dětského čtenářství; Zlatá stuha 2008 nominace za literární část; Zlatá stuha 2008 zvláštní ocenění za nakladatelský počin.
- Anna Novotná: Balet nás baví (2010) Ocenění: Zlatá stuha za ilustraci 2010, cena ministra školství, mládeže a tělovýchovy za přínos k rozvoji dětského čtenářství.
- Tony Blair: Moje cesta (2011)
- Walter Isaacson: Steve Jobs (2011)
- Jindřich Kabát: Psychologie komunismu (2011)

### V roce 2012 nakladatelství Práh vydalo mimo jiné tyto významné tituly
- Alena Ježková: České nebe
- Vladislav Dudák: Zapomenuté památky Čech, Moravy a Slezska
- Marek Eben, Jiří Janoušek: Na plovárně s Markem Ebenem
- Renáta Fučíková: Antonín Dvořák (edice Největší Češi pro děti a mládež)
- Karol Urban (pseudonym): Sledoval jsem Dubčeka

### V roce 2013 vyšly mimo jiné tyto tituly
- Uri Orlev: Ostrov v Ptačí ulici, autor držitel ceny H. Ch. Andersena. Jedna z nejslavnějších knih pro děti a mládež s tematikou války a Holocaustu.
- Ján Uličianský: Analfabeta negramotná, ilustroval Vladimír Král, nejúspěšnější slovenská kniha pro děti roku 2012
- Alena Ježková: Tichá srdce
- Petr Vopěnka: Hádání v hospodě
- Martin Vopěnka: Nebarevné vzpomínky
- Kitty Fergusonová: Stephen Hawking. Jeho život a dílo, české vydání lektoroval Jiří Grygar
- Marta Schadová: Stephanie von Hohenlohe, Hitlerova židovská špionka

## Ocenění
Některé vydané tituly získaly ocenění.
- 2012: ISAACSON, Walter: Steve Jobs - audiokniha (Nejúspěšnější audiokniha roku 2012[1] v soutěži Český bestseller)